# 綾子 (小惑星)
綾子（4641 Ayako）は、メインベルトのフローラ族に属するS型小惑星である。1990年8月30日にアマチュア天文家円舘金、渡辺和郎によって発見された。

## 命名
第一発見者の円舘金の妻である円舘綾子にちなんで命名された。